# آدرین پوپا (بازیکن فوتبال، زاده ۱۹۸۸)
آدرین پوپا (رومانیایی: Adrian Popa؛ زادهٔ ۲۴ ژوئیهٔ ۱۹۸۸) بازیکن فوتبال اهل رومانی است.
از باشگاه‌هایی که در آن بازی کرده‌است می‌توان به استوا بخارست، ردینگ، التعاون و لودوگورتس رازگراد اشاره کرد.
وی همچنین در تیم ملی فوتبال رومانی بازی کرده‌است.